# Glitter: Em Busca de um Sonho
Glitter: Em Busca de um Sonho é um reality show brasileiro produzido e exibido originalmente pela TV Diário entre 2012 e 2014 dentro do Programa Ênio Carlos, sendo apresentado por Ênio Carlos e Lena Oxa. Em 2015, passou a ser exibido apenas pelo YouTube. Pioneiro, destaca-se como o primeiro reality show estrelado por drag queens e travestis no Brasil, sendo livremente inspirado pelo americano RuPaul's Drag Race.

## Produção
O quadro, em formato de reality show, conta, atualmente, com quatro temporadas. A primeira temporada foi exibida entre 23 de setembro e 16 de dezembro de 2012 e foi composta por nove participantes drag queens e transformistas que disputavam, a partir de provas realizadas no palco do programa, o primeiro lugar na competição, o que possibilitaria à participante vencedora realizar um sonho definido já no primeiro episódio. As participantes da primeira temporada foram Lorna Saron, Waleska Bariloche, D'Mon, Jennifer Zascomith, Pérola Negra, Sangalo, Rochelly Santrelly, Letícia Dayer e Anjo do Ouro.
A segunda temporada, exibida entre 18 de maio e 11 de agosto de 2014 e intitulada "Olimpíadas Glitter", contou com doze participantes: Sara Shamadizzay, Gleiciano Azevedo, Alana Prado, Patrycia Santhos, Isabelly Mutante, Suzana Goldsmith, Layanna Costha, Xanda Furacão, Nayara Arraz, Emilye Ohara, Semily Saron e Myrella Ketlem.
A terceira temporada, exibida apenas através da internet, estreou no dia 30 de novembro de 2015, e contou com sete participantes, entre elas a vlogueira Rainha Emo Gótica Vampira e Roqueira e a DJ Setreck Abused.
A quarta temporada passou a ser apresentada por Rafael Saldanha e Lena Oxa e estreou no dia 31 de outubro de 2020, no canal do YouTube do reality show. As participantes selecionadas foram as drag queens Margoth Blitz, Ciccone, Tais Lauanda, Monstra, Yagaga/Miranda, Andra Onlly e Ramona Valentine.

## Temporadas

### Primeira temporada (2012)
| Participante            | Resultado                                         |  |
| ----------------------- | ------------------------------------------------- |  |
| D'Mon                   | Vencedora em 16 de dezembro de 2012               |  |
| Letícia Dayer           | 2º lugar em 16 de dezembro de 2012                |  |
| Waleska Bariloche       | 3º lugar em 16 de dezembro de 2012                |  |
| Lorna Saron             | 7ª eliminada em 9 de dezembro de 2012             |  |
| Lihana Saron            | 6ª eliminada em 2 de dezembro de 2012             |  |
| Rochelly Santrelly      | 5ª eliminada em 25 de novembro de 2012            |  |
| Jennifer Zascomith      | 4ª eliminada em 18 de novembro de 2012            |  |
| Kelly Lorraine          | 3ª eliminada em 11 de novembro de 2012            |  |
| Pérola Negra            | 2ª eliminada em 11 de novembro de 2012            |  |
| Disputa das novas vagas |                                                   |  |
| Lihana Saron            | Classificada em 11 de novembro de 2012            |  |
| Kelly Lorraine          | Classificada em 11 de novembro de 2012            |  |
| Madelaine               | Não classificada em 11 de novembro de 2012        |  |
|                         |                                                   |  |
| Anjo do Oro             | Desistente da repescagem em 4 de novembro de 2012 |  |
| Sangalo                 | 1ª eliminada em 4 de novembro de 2012             |  |
| Zona de repescagem      |                                                   |  |
| Anjo do Oro             | Repescagem em 28 de outubro de 2012               |  |
| Sangalo                 | Repescagem em 21 de outubro de 2012               |  |
| Rochelly Santrelly      | Repescagem em 14 de outubro de 2012               |  |
| Pérola Negra            | Repescagem em 7 de outubro de 2012                |  |
| Jennifer Zascomith      | Repescagem em 30 de setembro de 2012              |  |
| D'Mon                   | Repescagem em 23 de setembro de 2012              |  |

### Terceira temporada (2015)
A terceira temporada foi apresentada no YouTube apenas por Lena Oxa, porém, devido aos altos custos de produção independente, teve apenas dois episódios gravados.
| Participante      | Resultado                            |
| ----------------- | ------------------------------------ |
| Cabra Velha       | Temporada cancelada após 2 episódios |
| Eva Grace         | Temporada cancelada após 2 episódios |
| Lorena Jinz       | Temporada cancelada após 2 episódios |
| Pão Magliolli     | Temporada cancelada após 2 episódios |
| Rainha Emo Gótica | Temporada cancelada após 2 episódios |
| Setreck Abused    | Temporada cancelada após 2 episódios |
| Sohaya Cascavel   | Temporada cancelada após 2 episódios |